# Mike Krack
Mike Krack (Luxemburgo, 18 de marzo de 1972) es un ingeniero de automovilismo luxemburgués. Actualmente ejerce como Chief Trackside Officer del Aston Martin Formula One Team.  
Entre enero de 2022 y enero de 2025 fue Team Principal de Aston Martin, periodo en el que el equipo logró ocho podios en la Temporada 2023 de Fórmula 1 y se consolidó en la quinta posición del Campeonato de Constructores.

## Formación y vida personal
Mike Krack nació el 18 de marzo de 1972 en Luxemburgo. Tras licenciarse en Ingeniería (detalle de la institución no divulgado), se incorporó en julio de 1998 a BMW como ingeniero de pruebas, donde desarrolló experiencia en sistemas de suspensión y telemetría. Su vida privada permanece alejada de los medios; es descrito como metódico y discreto.

## Carrera

### BMW y Sauber (1998–2008)
En julio de 1998 Krack se unió a BMW como ingeniero de pruebas. A principios de 2001 pasó a Sauber como ingeniero de análisis de datos, participando en el procesamiento de telemetría durante Grandes Premios. En diciembre de 2003 fue promovido a ingeniero de carrera de Felipe Massa y, al consolidarse como BMW Sauber para 2006, ascendió a ingeniero jefe de pista. En esa etapa trabajó con Sebastian Vettel en entrenamientos hasta su debut en el GP de EE. UU. 2007.
Durante 2008 contribuyó al desarrollo del chasis que permitió a Robert Kubica lograr su primera y única victoria en la temporada 2008 en el GP de Canadá de 2008. A finales de 2008 dejó BMW Sauber tras la reorientación del proyecto hacia 2009.

### Fórmula 3 y DTM (2009–2012)
Entre 2009 y 2010 colaboró con Kolles & Heinz Union y Hitech en Fórmula 3, especializándose en dinámica de monoplaza y baja carga aerodinámica. En octubre de 2010 regresó a BMW como ingeniero jefe del departamento de DTM, liderando el desarrollo de suspensión adaptativa y estrategia de carrera hasta finales de 2012.

### Porsche WEC (2013–2014)
En noviembre de 2012 fichó por Porsche como Jefe de Ingeniería de Pista para su programa del WEC. Supervisó el desarrollo del Porsche 919 Hybrid en la temporada 2014, que cosechó una victoria y cuatro podios.

### Retorno a BMW Motorsport (2015–2022)
En julio de 2014 volvió a BMW como ingeniero senior de rendimiento. Entre 2015 y 2022 ocupó responsabilidades en Fórmula E, IMSA y GT, y en 2018 fue nombrado Jefe de Ingeniería, Operaciones y Organización de Carreras y Pruebas en BMW Motorsport.

### Aston Martin F1 Team (2022–2025)
El 14 de enero de 2022 fue anunciado como Team Principal del Aston Martin F1 Team, sucediendo a Otmar Szafnauer.
Durante la Temporada 2023 de Fórmula 1, bajo su dirección Aston Martin logró ocho podios con Fernando Alonso y concluyó quinto en el Campeonato de Constructores de Fórmula 1. En la Temporada 2024 de Fórmula 1 repitió la quinta plaza, aunque un rendimiento irregular llevó a una reestructuración interna.

### Reestructuración y rol actual (2025– )
El 10 de enero de 2025, el equipo anunció que Andy Cowell asumió los cargos de CEO y Team Principal, y Krack pasó a desempeñar el puesto de Director de Ingeniería de Pista, encargado de maximizar el rendimiento del monoplaza en pista. Ese mismo día se nombró a Enrico Cardile como Director Técnico, cuya incorporación oficial se retrasó hasta el 18 de julio de 2025 por una disputa legal con Ferrari sobre su período de “gardening leave”. Además, el 1 de marzo de 2025 se unió como Socio Técnico Ejecutivo el diseñador Adrian Newey, con vistas a optimizar el monoplaza de 2026.

## Logros destacados
- Responsable del chasis que propició la victoria de Robert Kubica en el GP de Canadá 2008 (su única victoria en F1).[5]
- Jefe de Ingeniería de Pista en Porsche 919 Hybrid (WEC 2014): 1 victoria y 4 podios.[7]
- Ocho podios de Aston Martin en F1 bajo su liderazgo en 2023, récord desde el relanzamiento del equipo.